# Napaea eucharila
Napaea eucharila is een vlindersoort uit de familie van de prachtvlinders (Riodinidae), onderfamilie Riodininae.
Napaea eucharila werd in 1867 beschreven door H. Bates.